# Thomas Banchoff

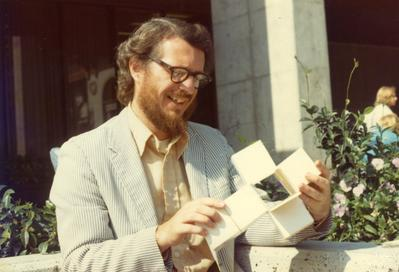
Thomas Banchoff in Berkeley (1973)

Thomas Francis Banchoff (* 7. April 1938) ist ein US-amerikanischer Mathematiker, der sich mit Geometrie und Differentialgeometrie befasst.

## Leben
Banchoff studierte an der University of Notre Dame mit dem Bachelor-Abschluss 1960 sowie an der University of California, Berkeley mit dem Master-Abschluss 1962 und der Promotion 1964 bei S. S. Chern (Tightly embedded two dimensional polyhedral manifolds). Danach war er an der Harvard University (1964 bis 1966 als Benjamin Peirce Instructor) und 1966/67 an der Freien Universität Amsterdam. 1967 wurde er Assistant Professor, 1970 Associate Professor und 1973 Professor an der Brown University. 1970/71 war er dort Acting Dean of Student Affairs.
Er war unter anderem Gastprofessor an der University of California, Los Angeles, an der University of Notre Dame (2001), an der Yale University und der University of Georgia.
Er befasst sich mit der Geometrie und Topologie niedrigdimensionaler Mannigfaltigkeiten (drei und vier Dimensionen) und ist in verschiedenen Mathematikpädagogik-Projekten engagiert, unter anderem zum internetbasierten Lernen mit Computergrafik-Techniken in der Geometrie und mehrdimensionalen Analysis. Schon 1978 war er deswegen Invited Speaker auf dem Internationalen Mathematikerkongress in Helsinki.
2012 wurde er Fellow der American Mathematical Society. 1999 bis 2000 war er Präsident der Mathematical Association of America, deren National Award for Distinguished College or University Teaching er 1996 erhielt. 1978 bis 1981 war er Mitherausgeber des Mathematics Magazine, 1982 bis 1985 des American Mathematical Montly, 1986 bis 1995 von Geometriae Dedicata und seit 1996 von Communications in Visual Mathematics. Er war Woodrow Wilson Fellow und Carnegie Fellow.
Banchoff ist Ehrendoktor der Fairfield University und des Rhode Island College. 1978 erhielt er mit Louis H. Kauffman den Lester Randolph Ford Award.
Er gab das Buch Flatland von Edwin Abbott Abbott neu heraus, war Berater beim Film Flatland (2007) und stellte Computer-Animationen dazu her.

## Schriften
- mit Stephen Lovett: Differential Geometry of Curves and Surfaces, A. K. Peters 2010
- mit Terence Gaffney, Clint McCrory: Cusps of Gauss Mappings, Pitman 1982
- mit John Wermer: Linear Algebra through Geometry, Springer Verlag 1983
- Beyond the third dimension: geometry, computer graphics, and higher dimensions, Scientific American Library, Freeman 1990
- mit Davide P. Cervone: Illustrating Beyond the Third Dimension, Leonardo 1992
- Triple points and surgery of immersed surfaces. Proc. Amer. Math. Soc. 46 (1974), 407–413. (Anzahl der Tripelpunkte immersierter Flächen im {\displaystyle R^{3}}.)
- Critical points and curvature for embedded polyhedra. J. Differential Geometry 1 (1967), 245–256. (Satz von Gauß-Bonnet für Polyeder.)